# Yoda: Encuentro oscuro
Yoda: Encuentro oscuro es la sexta y última novela de la serie Las Guerras Clon, basada en el universo de la Guerra de las Galaxias, más concretamente en el conflicto ficticio: las Guerras Clon. Fue escrita por Sean Stewart y publicada en España en febrero de 2005 por la editorial Alberto Santos Editor.

## Argumento
Casi dos años de Guerras Clon han asolado la Galaxia. El Conde Dooku pretende celebrar una reunión en el lejano Vjun para hablar de paz. Pese a parecer claramente una trampa para todos los miembros del Consejo Jedi, el Maestro Yoda decide encabezar una delegación hacia el planeta en secreto mientras un actor se disfraza de él y viaja a otro mundo para despistar al enemigo.
Así Yoda, el Maestro humano Jai Maruk y su padawan Scout y la Maestra gran Maks Leem y su padawan Whie se disponen a viajar a Vjun con el viejo maestro dentro de una carcasa de unidad astromecánica. Antes de partir a Vjun no obstante, la acólita oscura Asajj Ventress captura al actor que representaba a Yoda y el viejo Maestro salva a éste y a los Padawans de un ataque de la msiteriosa enemiga, aunque no puede salvar a los dos Maestros.
Una vez en Vjun Yoda puede dirigirse hacia Dooku y los padawans se encaminan poco después a una red de cavernas siguiendo disrupciones en la Fuerza sentidas por Whie. Capturados entonces por Ventress Whie descubre que se encuentra en el castillo de su madre y que ella está en él. Mientras Yoda descubre la trampa y se enfrenta verbalmente a Dooku para hacerle volver a la luz Dooku comienza una batalla con él al llegar al planeta Obi-Wan Kenobi y Anakin Skywalker, enviados por el Consejo.
Dooku hiere a Yoda para enfurecerlo y atraerlo hacia el Lado Oscuro pero el anciano se recupera y derrota al pupilo desde la luz, dejándole escapar para frenar un misil. A su vez Kenobi y Skywalker salvan a los padawans y Whie tiene una visión en la que en un futuro no muy lejano es asesinado por Anakin Skywalker.